# Joseph Conrad Gabriel Feninger
Joseph Conrad Gabriel Feninger (* 6. April 1785 in Laufen; † 14. Februar 1869 ebenda) war ein Schweizer Arzt, Chirurg, Politiker und Stifter.

## Leben und Werk

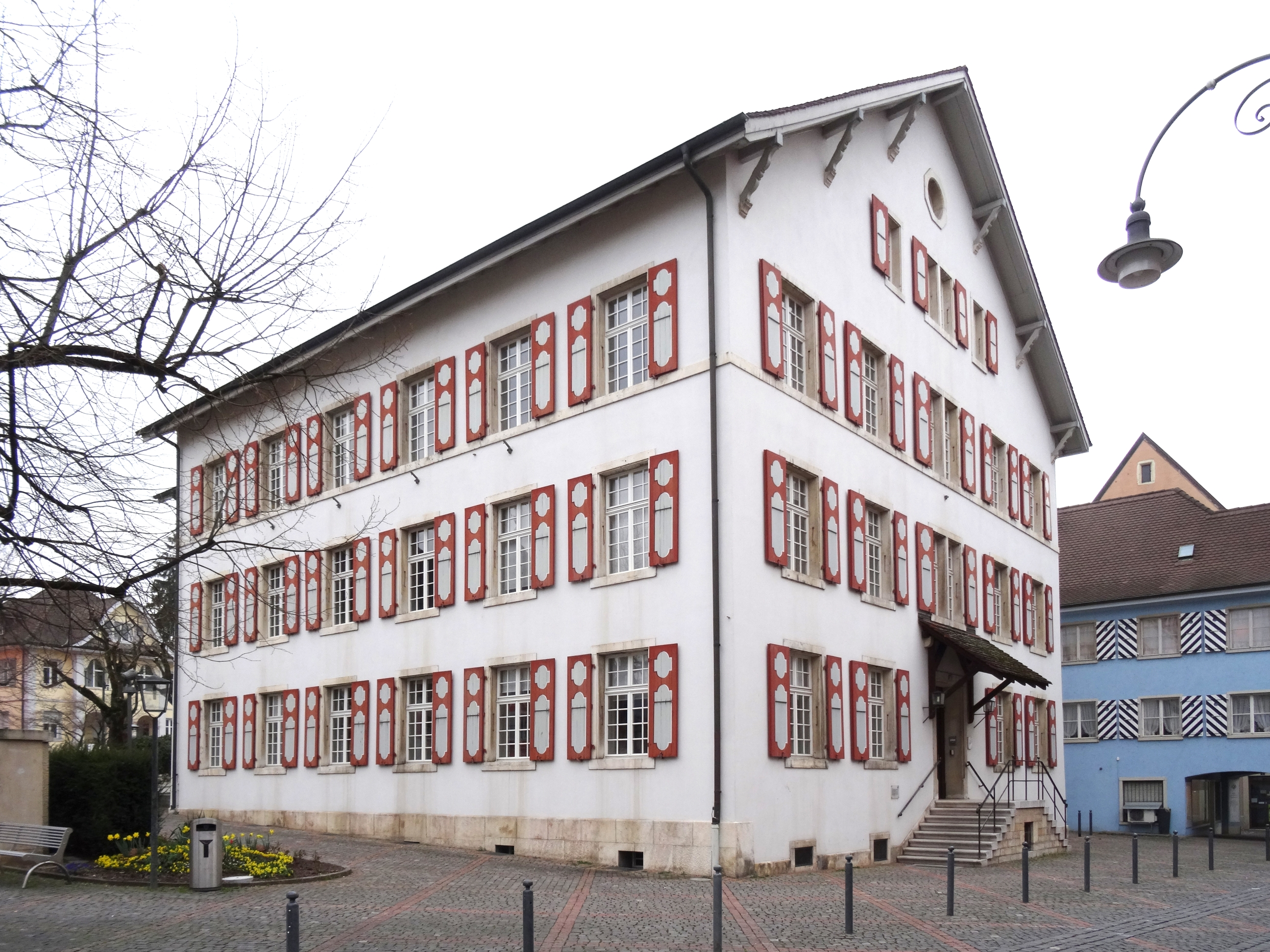
Ehemaliges Feningerspital in Laufen

Joseph Conrad Gabriel Feninger war ein Sohn des Notars und Gemeindeschreibers von Laufen, Johann Konrad Feninger, und der ebenfalls aus Laufen stammenden Johanna Feninger, geborene Cueni. Er absolvierte die Grundschule in Laufen und besuchte anschliessend das Kollegium in Bellelay. Nachdem er in Strassburg und Paris Medizin studiert hatte, diente er nach 1793 als Soldat, Chirurg und Arzt in der französischen Armee. 1812 schloss er sein Medizinstudium in Colmar ab. 
Ab 1813 war er als Arzt in Laufen tätig und heiratete im gleichen Jahr die aus Bärschwil stammende Carolina, geborene Gressly (* 17. November 1789; † 16. Juli 1825). Im Berner Militärbataillon war Feninger 1819 als Unterchirurg und ab 1831 als Oberchirurg tätig. Ab 1827 war er Impfarzt in den Gerichtskreisen Blauen und Laufen sowie Burgerrat und Unterstatthalter in Laufen. Als liberaler Politiker sass er im Berner Grossen Rat und war Regierungsstatthalter von Laufen. Zudem war er Gerichtspräsident am Amtsgericht in Delsberg.
Da Feninger früh seine Frau und seine Söhne verloren hatte, vermachte er kurz vor seinem Tod einen Grossteil seines Vermögens dem Amtsbezirk Laufen mit der Auflage, dass es dem Betrieb eines Krankenhauses dienen solle. Zudem verfügte er, dass Männer wie auch Frauen in diesem Haus behandelt werden und dass Bedürftige in der medizinischen Versorgung Vorrang haben. Feninger stellte das Spital unter die Leitung eines 5-köpfigen Verwaltungsrates. Das sogenannte «Roggenbach-Haus» wurde nach ihm benannt und im selben Jahr das Spital gegründet. Heute beherbergt das ehemalige Spital die Stadtverwaltung Laufens. In Laufen gibt es die Joseph Feninger-Strasse.